# Mariola Cieniawa
Mariola Cieniawa, właśc. Mariola Cieniawa-Puchała (ur. 1963 w Gorlicach) – polska pianistka, profesor sztuk muzycznych.

## Życiorys
Ukończyła z wyróżnieniem studia w zakresie gry na fortepianie w Akademii Muzycznej w Krakowie w klasie prof. Tadeusza Żmudzińskiego (1986). Następnie doskonaliła swoje umiejętności pod kierunkiem prof. Andrzeja Jasińskiego i prof. Karl-Heinza Kämmerlinga w Hanowerze.
Jest laureatką wielu konkursów, w tym V Międzynarodowego Konkursu im. Fryderyka Chopina w Palmie na Majorce (II miejsce, 1990) i Ogólnoniemieckiego Konkursu Chopinowskiego w Kolonii (III miejsce, 1991). Występowała jako solistka, kameralistka i z orkiestrami symfonicznymi w wielu krajach w Europie, Stanach Zjednoczonych, Azji i Egipcie. Brała udział w prestiżowych festiwalach muzycznych. Dokonała nagrań jako solistka i kameralistka dla Polskiego Radia i Telewizji, Grupy Twórczej „Castello” oraz dla wytwórni „Polskie Nagrania”, CD Accord, KOCH Classics.
Od wielu lat prowadzi własną klasę w Akademii Muzycznej w Krakowie. W 2014 otrzymała tytuł profesora sztuk muzycznych. Od 2020 do 2022 była kierownikiem Katedry Fortepianu.
W 2013 otrzymała Medal Komisji Edukacji Narodowej. W 2020 została odznaczona Srebrnym Krzyżem Zasługi „za zasługi dla polskiej kultury”.